# Джерманович, Деян
Деян Джерманович (сербохорв. Dejan Djermanović (Đermanović); 17 июня 1988, Любляна) — словенский футболист, нападающий.

## Биография
Воспитанник словенского футбола. На старте карьеры играл за клубы низших лиг Словении, Австрии и Испании. Осенью 2009 года выступал за клуб высшего дивизиона Боснии «Славия» (Сараево), затем играл на родине за клуб второго дивизиона «Кршко» и клуб высшего дивизиона «Рудар» (Веленье). В составе «Рудара» за полсезона забил 8 голов и в итоге вошёл в десятку лучших снайперов сезона 2010/11. В начале 2011 года перешёл в «Литекс» за 80 тысяч евро, где играл до конца года и стал победителем чемпионата Болгарии 2010/11. В составе «Славии» и «Литекса» выходил на поле в еврокубках.
В начале 2012 года перешёл в «Олимпию» (Любляна), в своём первом матче 3 марта 2012 года против клуба «Нафта» (6:0) сделал хет-трик. В сезоне 2011/12 стал вице-чемпионом Словении. В апреле 2012 года получил травму колена, из-за которой пропустил более года. Затем снова играл за «Олимпию», а также за клубы Словении, Сербии и Боснии.
Летом 2016 года перешёл в клуб чемпионата Казахстана «Жетысу» (Талдыкурган), за полсезона забил 5 голов в 12 матчах. С начала 2017 года полтора сезона играл за клубы второго дивизиона Польши — «Медзь» (Легница) и «Сталь» (Мелец). Осенью 2018 года выступал в чемпионате Эстонии за «Пайде ЛМ», забил 4 гола в 9 матчах.
В 2019 году играл за оманский клуб «Аль-Наср» (Салала), стал вице-чемпионом Омана и провёл 2 матча в Кубке АФК. Осенью 2019 года вернулся на родину и играл за клубы второго дивизиона. За свою карьеру выступал в чемпионатах десяти стран.

## Достижения
- Чемпион Болгарии: 2010/11
- Серебряный призёр чемпионата Словении: 2011/12
- Серебряный призёр чемпионата Омана: 2018/19